# Kích (vũ khí)

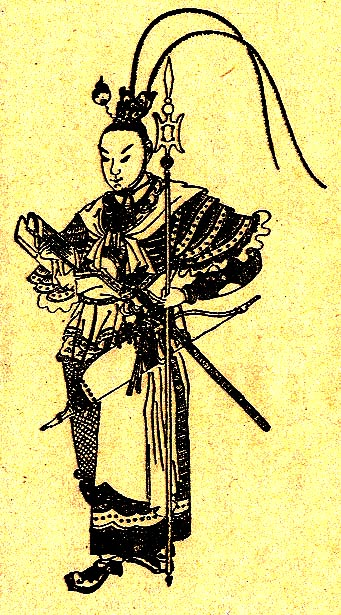
Lã Bố với cây phương thiên họa kích.

Kích (tiếng Trung: 戟), là một loại vũ khí lạnh của người Trung Quốc, được dùng như một loại khí tài quân sự dưới dạng này hay dạng khác có lẽ từ thời nhà Thương cho đến khi kết thúc nhà Thanh. Ngày nay nó vẫn được dùng trong tập luyện nhiều môn võ thuật Trung Hoa. Kích trông bề ngoài tương tự như thương hay mâu (các loại giáo) ở nhiều bộ phận, với một/hai lưỡi nhỏ hình trăng lưỡi liềm gắn vào phần đầu và một núm tua bằng lông ngựa màu đỏ đính vào chỗ mà phần đầu của vũ khí này nối liền với phần cán. Nó đã từng là loại vũ khí tương đối phổ biến của bộ binh, đặc biệt là biến thể phổ biến của nó trong thời kỳ đồ đồng gọi là mác (戈- qua), mặc dù nó cũng được kỵ binh và những người ngồi trên xe ngựa sử dụng. Có một vài kiểu kích, chẳng hạn loại với lưỡi hình chữ nhật có răng cưa thay vì dạng trăng lưỡi liềm, hoặc phần mũi là mũi giáo cộng với hai lưỡi cong đính kèm.
Có thể coi nó là loại vũ khí hỗn hợp, kết hợp giữa mâu với qua (mác) hay hoặc câu (một loại móc) với cán bằng tre hay gỗ. Kích thước phần mũi nhọn của giáo là khoảng 13–15 cm, phần lưỡi ở bên dài khoảng 15–17 cm. Có các loại kích cán dài (trường kích) được sử dụng đơn lẻ bằng cả hai tay và kích cán ngắn (đoản kích) được người ta sử dụng đồng thời cả hai kích gọi là song kích. Về tên gọi các chủng loại có phương thiên kích, long nha kích, đơn đao kích, quân đao kích, cổ kích, hồ điệp kích v.v
Các loại kích này có 2 hoặc 3 điểm tấn công sắc bén, (các) lưỡi bên và phần mũi của giáo, cộng với phần cán cũng có thể dùng để tấn công đối thủ. Cách thức mà các lưỡi bên gắn với phần mũi chính là khác biệt tùy theo từng loại kích, nhưng thông thường luôn có các khoảng trống giữa phần mũi và các lưỡi bên. Các "khía" này có thể được sử dụng để làm kẹt vũ khí của đối phương và sau đó người dùng kích chỉ cần giật mạnh vũ khí của anh ta để tước hoặc làm gãy vũ khí của đối phương. Người dùng kích có thể tấn công đối phương bằng cán của kích, với các lựa chọn như lôi kéo kích ngược lại để móc bằng lưỡi bên; hoặc tấn công địch thủ bằng phần lưỡi phẳng để đối phương ngã khỏi ngựa.